# Solieria boreotis
Solieria boreotis är en tvåvingeart som först beskrevs av Henry J. Reinhard 1967.  Solieria boreotis ingår i släktet Solieria och familjen parasitflugor. Inga underarter finns listade i Catalogue of Life.